# Louis Schneider (racerförare)
Louis Schneider, född den 19 december 1901 i Indianapolis, Indiana, USA, död den 22 september 1942 på samma plats, var en amerikansk racerförare.

## Racingkarriär
Schneider vann Indianapolis 500 1931, och slutade sexa eller sjua i de övrige fem loppen, vilket gav honom den nationella mästartiteln 1931, vilket var hans enda poäng i mästerskapet tagna överhuvudtaget, även om han blev trea i Indianapolis 500 1930. Han gjorde sin sista start under 1933 års säsong, innan han lade hjälmen på hyllan. Schneider dog sedan 40 år gammal år 1942.